# Ptychomitrium diexaratum
Ptychomitrium diexaratum là một loài rêu trong họ Ptychomitriaceae. Loài này được Magill mô tả khoa học đầu tiên năm 1979.